# Бозон
Бозо́н — частица или квазичастица с целым значением спина (собственного момента импульса), выраженного в единицах постоянной Дирака {\displaystyle \hbar }. Бозоны, в отличие от фермионов, подчиняются статистике Бозе — Эйнштейна, которая допускает, чтобы в одном квантовом состоянии могло находиться неограниченное количество одинаковых частиц.
Бозоны получили название по фамилии индийского физика Шатьендраната Бозе по предложению Поля Дирака.
Системы из двух и более одинаковых бозонов описываются чётными относительно перестановок частиц волновыми функциями: {\displaystyle \psi (1,2,...,i,...,j,...,n)=+\psi (1,2,...,j,...,i,...,n)} для любых двух частиц {\displaystyle i} и {\displaystyle j}.
Различают элементарные (фундаментальные) бозоны и составные.

## Элементарные бозоны
Большинство элементарных бозонов являются квантами калибровочных полей, при помощи которых осуществляется взаимодействие элементарных фермионов (лептонов и кварков) в Стандартной модели. К таким калибровочным бозонам относят:
- фотон (электромагнитное взаимодействие),
- глюон (сильное взаимодействие)
- W ±- и Z-бозоны (слабое взаимодействие).

Кроме этого, к элементарным бозонам относят бозон Хиггса, ответственный за механизм появления масс в электрослабой теории, и не обнаруженный до настоящего времени гравитон (гравитационное взаимодействие).
Все элементарные бозоны, за исключением W±-бозонов, не имеют электрического заряда. Глюоны электрически нейтральны, но несут цветовой заряд.
W +- и W −-бозоны по отношению друг к другу выступают как античастицы.
Калибровочные бозоны (фотон, глюон, W ±- и Z-бозоны) имеют единичный спин, бозон Хиггса несёт нулевой спин, гипотетический гравитон имеет спин 2.

### Свойства фундаментальных бозонов
| название     | заряд (e) | спин | масса (ГэВ) | переносимое взаимодействие      |
| фотон        | 0         | 1    | 0           | электромагнитное взаимодействие |
| W ±          | ±1        | 1    | 80,4        | слабое взаимодействие           |
| Z 0          | 0         | 1    | 91,2        | слабое взаимодействие           |
| глюон        | 0         | 1    | 0           | сильное взаимодействие          |
| бозон Хиггса | 0         | 0    | ≈125        | поле Хиггса                     |

## Составные бозоны
Квантовая система, состоящая из произвольного числа бозонов и чётного числа фермионов, сама является бозоном. Примеры: ядро с чётным массовым числом A (поскольку нуклоны — протоны и нейтроны — являются фермионами, а массовое число равно суммарному числу нуклонов в ядре); атом или ион с чётной суммой числа электронов и массового числа ядра (поскольку электроны также являются фермионами, и общее количество фермионов в атоме/ионе равно сумме числа нуклонов в ядре и числа электронов в электронной оболочке). При этом орбитальные моменты импульса частиц, входящих в состав квантовой системы, не влияют на её классификацию как фермиона или бозона, поскольку все орбитальные моменты являются целыми, и их добавление в любой комбинации к суммарному целому спину системы не может превратить его в полуцелый (и наоборот). Система, содержащая нечётное число фермионов, сама является фермионом: её суммарный спин всегда полуцелый. Так, атом гелия-3, состоящий из двух протонов, нейтрона и двух электронов (в сумме пять фермионов) является фермионом, а атом лития-7 (три протона, четыре нейтрона, три электрона) является бозоном. Для нейтральных атомов число электронов совпадает с числом протонов, то есть сумма числа электронов и протонов всегда чётна, поэтому фактически классификация нейтрального атома как бозона/фермиона определяется чётным/нечётным числом нейтронов в его ядре.
В частности, к составным бозонам относятся многочисленные двухкварковые связанные состояния, называемые мезонами. Как и у любых систем из двух (и вообще чётного числа) фермионов, спин мезонов является целочисленным, и его значение, в принципе, не ограничено (0, 1, 2, 3, …).

### Бозонные звёзды
Бозонная звезда — гипотетический астрономический объект, состоящий из бозонов (в отличие от обычных звёзд, состоящих преимущественно из фермионов — электронов и нуклонов). Для того, чтобы подобный тип звёзд мог существовать, должны существовать стабильные бозоны, обладающие малой массой (например, аксионы — гипотетические лёгкие частицы, рассматривающиеся как один из кандидатов на роль составляющих тёмной материи).

### Квазичастицы
Квазичастицы, описываемые как кванты коллективных возбуждений в многочастичных системах (например, в конденсированных средах), также могут нести спин и классифицироваться как бозоны и фермионы. В частности, бозонами являются фононы («кванты звука»), магноны (кванты спиновых волн в магнетиках), ротоны (возбуждения в сверхтекучем гелии-4).